# Aygevan
Aygevan (en arménien Այգեվան ; anciennement Dzerjinski) est une communauté rurale du marz d'Armavir, en Arménie. Elle compte 1 638 habitants en 2009.